# 拉伊 (查德)
拉伊（阿拉伯语：‎）是中非國家乍得的城鎮，也是坦吉萊區的首府，位於該國南部，海拔高度361米，與法國聖皮埃爾是友好城市，鎮上有機場設施，2008年人口20,428。
9°24′N 16°18′E / 9.400°N 16.300°E